# The Woman Who Paid
The Woman Who Paid è un cortometraggio muto del 1915 diretto da Travers Vale.

## Trama
Dopo aver provocato una tragedia per la sua relazione con un uomo sposato la cui moglie si uccide dopo aver scoperto il tradimento del marito, una donna lascia tutto per cominciare una nuova vita. In un piccolo villaggio, conosce il pastore, un vedovo con una bambina ancora piccola. L'uomo si innamora di lei ma la donna, piena di rimorsi, gli racconta il suo passato. I due si lasciano. Quando però la piccola, gravemente ammalata, chiede di rivederla, il pastore va a cercarla. Di nuovo, le chiede di sposarlo. Ma la donna rifiuta ancora una volta, sentendosi indegna di lui.

## Produzione
Il film fu prodotto dalla Biograph Company.

## Distribuzione
Distribuito dalla General Film Company, il film - un cortometraggio in una bobina - uscì nelle sale cinematografiche statunitensi il 13 febbraio 1915. Non si conoscono copie ancora esistenti della pellicola che viene considerata presumibilmente perduta.